# Sandfell (berg i Island, Norðurland eystra, lat 66,12, long -16,33)
Sandfell är ett berg i republiken Island. Det ligger i regionen Norðurland eystra, 300 km nordost om huvudstaden Reykjavík. Toppen på Sandfell är 525 meter över havet, eller 303 meter över den omgivande terrängen. Bredden vid basen är 4,7 km.
Trakten runt Sandfell är nära nog obefolkad, med mindre än två invånare per kvadratkilometer. Det finns inga samhällen i närheten. Omgivningarna runt Sandfell är i huvudsak ett öppet busklandskap.